# Атлетика на Летњим олимпијским играма 1896.
Атлетска такмичења на 1. Летњим олимпијским играма у Атини 1896. године одржавала су се од 6. до 10. априла на стадиону Панатинаикон, изузев маратона који се одржао између Маратонског поља и стадиона Панатинаикон,
Учествовала су 63 такмичара (жене нису учествовале на играма) из 9 националних састава, у 12 атлетских дисциплина. Свих 12 дисциплина су остале на програму до данашњих игара, само је стаза за маратон, за разлику од данашње, износила 40 км.
Такмичење у троскоку је била прва атлетска дисциплина на играма и њен победник Џејмс Брендан Коноли је први победник на олимпијским играма модерног доба. Највише успеха су имали такмичари САД, који су учествовали са 10 такмичара а победили у 9 дисциплина. На овим играма победници су награђивани медаљом направљеном од сребра и маслиновим венцем. Трећепласирани такмичар није добијао никакву награду (медаљу). Од 9 националних састава само такмичари Данске и Шведске нису освојили ни једно од прва три места. Пошто су ово прве игре у свим дисциплинама су у финалу постављени олимпијски рекорди, осим у дисциплинама 100 и 800 м, где су рекорди постављени у полуфиналним тркама.

## Земље учеснице
Пријављена су била 64 такмичара из 10 земаља.
- Аустралија (1)
- Чиле (1)[1]
- Данска (3}
- Француска (6)
- Немачко царство (5}
- Уједињено Краљевство (5)
- Грчка {29}
- Мађарска (3)
- Шведска (1)
- САД (10)

1. ↑  Олимпијски комитет Чилеа наводи да је Чилеанац Luis Subercaseaux учествовао у тркама на 100, 400 и 800 метара. У службеним извештајима не постоји доказ за то.

## Освајачи медаља
| Дисциплина             |                            | Резултат   |                                           | Резултат |                                                    | Резултат |
| 100 м детаљи           | Том Берк САД               | 12,0       | Фриц Хофман Немачко царство               | 12,2     | Алајош Сокољ Мађарска Френсис Лејн САД             | 12,6     |
| 400 м детаљи           | Том Берк САД               | 54,2 ОР    | Херберт Џејмисон САД                      | 55,2     | Чарлс Гмелин · Уједињено Краљевство                | 55,6     |
| 800 м детаљи           | Едвин Теди Флек Аустралија | 2:11,0     | Нандор Дани Мађарска                      | 2:11,8   | Димитриос Големис Грчка                            | 2:28,0   |
| 1.500 м детаљи         | Едвин Теди Флек Аустралија | 4:33,2 ОР  | Артур Блејк САД                           | 4:34,0   | Албен Лермизио Француска                           | 4:36,0   |
| 110 м препоне детаљи   | Томас Кертис САД           | 17,6 ОР    | Грантли Гулдинг · Уједињено Краљевство    | 17,6     | трку завршила само два такмичара                   | -        |
| Маратон (40 км) детаљи | Спиридон Луис Грчка        | 2:58,50 ОР | Карилаос Василакос Грчка                  | 3:06,03  | Ђула Келнер Мађарска                               | 3:06,36  |
| Скок увис детаљи       | Елери Кларк САД            | 1,81 ОР    | Џејмс Брендан Коноли САД Роберт Гарет САД | 1,65     | --                                                 | --       |
| Скок мотком детаљи     | Велс Хојт САД              | 3,30 ОР    | Алберт Тајлер САД                         | 3,20     | Евангелос Дамаскос Грчка Јоанис Теодоропулос Грчка | 2,60     |
| Скок удаљ детаљи       | Елери Кларк САД            | 6,35 ОР    | Роберт Гарет САД                          | 6,00     | Џејмс Брендан Коноли САД                           | 5,84     |
| Троскок детаљи         | Џејмс Брендан Коноли САД   | 13,71 ОР   | Александар Туфери Француска               | 12,70    | Јоанис Персакис Грчка                              | 12,52    |
| Бацање кугле детаљи    | Роберт Гарет САД           | 11,22 ОР   | Милтијадес Гускос Грчка                   | 11,03    | Јоргос Папасидерис Грчка                           | 10,36    |
| Бацање диска детаљи    | Роберт Гарет САД           | 29,15 ОР   | Панајотис Параскевопулос Грчка            | 28,95    | Сотириос Версис Грчка                              | 27,78    |

### Биланс медаља
|    | Земља                |    |    |    |    |
| -- | -------------------- | -- | -- | -- | -- |
| 1. | САД                  | 9  | 6  | 2  | 17 |
| 2. | Аустралија           | 2  | 0  | 0  | 2  |
| 3. | Грчка                | 1  | 3  | 6  | 10 |
| 4. | Мађарска             | 0  | 1  | 2  | 3  |
| 5. | Француска            | 0  | 1  | 1  | 2  |
| 5. | Уједињено Краљевство | 0  | 1  | 1  | 2  |
| 7. | Немачко царство      | 0  | 1  | 0  | 1  |
|    | Укупно (7)           | 12 | 13 | 12 | 37 |

Чиле, Данска и Шведска нису освојили медаље

## Занимљивости (статистика)
- Дисциплина — 12
- Учесника — 63 (63 муш. 0 жена)
- Земље учеснице — 9
- Најмлађи учесник — Жорж де ла Незијер, 17 год и 250 дана, Француска
- Најстарији учесник — Еуген Шмит, 34 год и 49 дана, Данска
- Највише златних медаља, појединачно — 2 4 такмичара Том Берк, Елери Кларк и Роберт Гарет САД и Едвин Теди Флек, Аустралија
- Највише златних медаља, екипно — 9 САД
- Највише медаља укупно, појединачно — 4 Роберт Гарет, САД
- Највише медаља укупно, екипно — 17 САД